# Український жіночий союз (Київ)
Український жіночий союз, також Українська жіноча спілка — українська жіноча громадська організація, що існувала у 1917—1918 роках у Києві. Організація об'єднувала кілька сотень осіб у Києві, Харкові та інших містах України. Друкованим органом УЖС був «Жіночий вісник». У вересні 1917 року УЖС провів Перший український жіночий з'їзд.

## Заснування
21 березня 1917 року було створено ініціативу групу зі створення Українського жіночого союзу. 3 квітня утворили тимчасову раду, на чолі якої стала Віра Нечаївська, до складу ввійшли Бондаренко, Мельник, Парфенюк, Поцубієнко, Василь Равлюк. 25 квітня збори УЖС обрали постійну раду в складі тимчасової з додаванням Валентини Радзимовської, Веретенник, Гупалівни, Палчевської, Руппельт, Соколовської, Тимешко, Цікаловської, а головою затвердили Віру Нечаївську.
Невдовзі було створено відділення в усіх українських губерніях, зокрема в Харкові та Чернігові.

## Членство
У квітні до складу УЖС входило понад 50 осіб. У травні — вже кілька сотень. У червні-липні тільки Чернігівське відділення налічувало 70 осіб.
Серед членів УЖС були не тільки українські жінки, але й чоловіки, які поділяли цінності та програму організації.

## Жіночий вісник
УЖС заснував двотижневий часопис «Жіночий вісник». Редакційну комісію очолив Василь Равлюк.
Було надруковано два випуски: від 11 червня та 22 серпня. У випусках роз'яснювалося законодавство, велася агітація перед виборами, друкувалися уроки української мови, хроніка утворення регіональних жіночих товариств.

## Перший жіночий з'їзд
Перший жіночий з'їзд відбувся в Києві 27-29 (14-16) вересня 1917 року, організований Українським жіночим союзом. З'їзд являв собою представницькі збори українських жіночих організацій. Майже половину делегаток складали селянки. Проходив у Клубі «Родина».
З'їзд утвердив Українську жіночу спілку, розробив і затвердив її статут, обрав керівну раду. До порядку денного з'їзду увійшли питання про політичне становище країни, про участь жінок у виборах до Всеросійських Установчих зборів, про захист прав дітей та жінок тощо.
З'їзд ухвалив кілька резолюцій: про політичні та виборчі справи, про ставлення до національних меншин, про освіту тощо. На виборах до Всеросійських Установчих зборів Українська жіноча спілка зобов'язувалася виконувати настанови Української Центральної Ради, блокуючись з УПСР, УСДРП та Селянською спілкою. Резолюція «В громадських справах» присвячувалася становищу жінок. У ній ішлося про скасування опіки над дітьми і майном вдів, поліпшення умов праці жінок, надання їм соціальних гарантій на час вагітності та після пологів тощо.